# Korab
För andra betydelser, se Korab (olika betydelser).
Korab (albanska: Maja e Korabit, Mali i Korabit, Korabi, makedonska: Голем Кораб, Golem Korab) är det högsta berget i Albanien och Nordmakedonien och ligger på gränsen mellan länderna. Berget har två toppar, den ena är cirka 2 764 meter över havsnivån och den andra 2 425 meter. Delar av berget är idag (2009) minerat sedan konflikten i Makedonien 2001 och särskilt tillstånd att beträda områdets makedonska sida krävs. Att besöka det från Albanien kan ske utan tillstånd. Enklast är då att köra till byn Radomira och gå därifrån. Vägnätet i området är mycket dåligt. Området är ännu idag otillgängligt och smugglare är inte ovanliga.
Berget avbildas på Nordmakedoniens riksvapen.

## Sammanfattning
Berget Korab ligger vid gränsen mellan Albanien och Nordmakedonien och är högsta bergstopp i de bägge länderna.

## Galleri

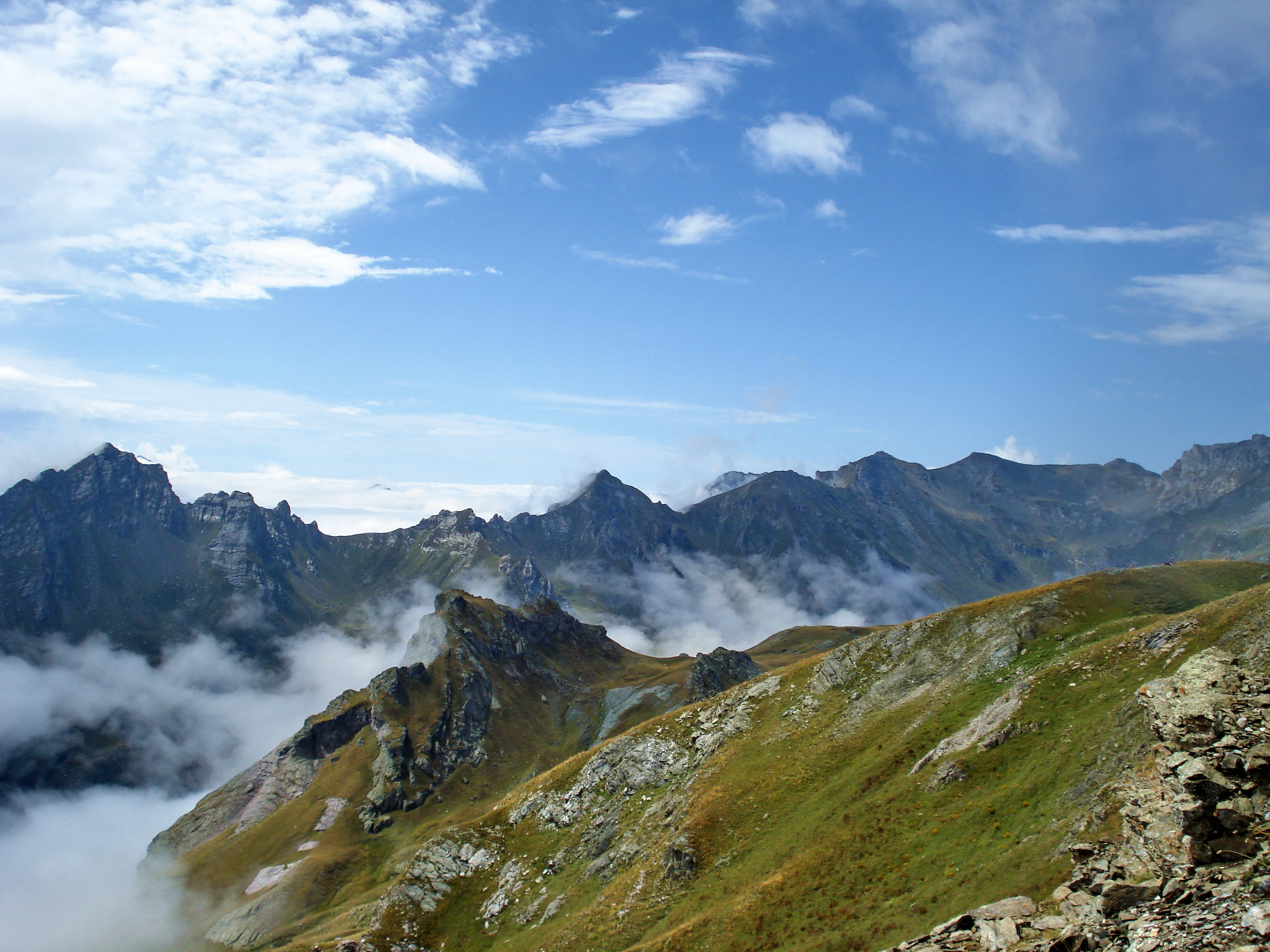
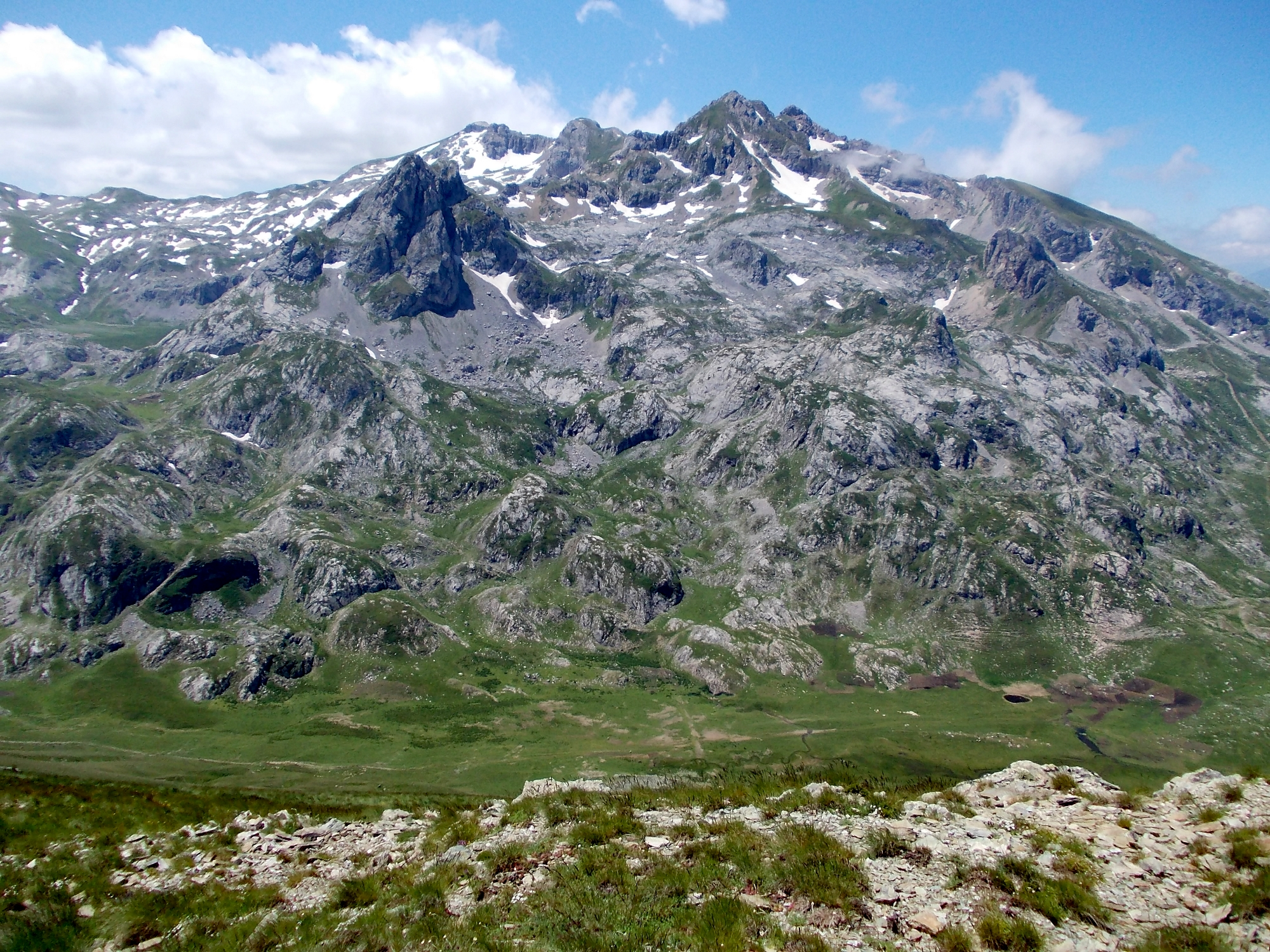
Nordtoppen